# Nesmoth
Nesmoth est une commune de l'ouest de l'Algérie, dans la Wilaya de Mascara.

## Géographie
La commune est située à 35 km de Mascara sur les monts de Saïda, c'est une commune rurale ayant des altitudes allant jusqu'à 1 200 m et couvert des forêts de chêne-liège et de cèdre de l'Atlas. On y trouve du miel naturel élevé traditionnellement, nourricier et médicinal.

## Démographie
Sa population est de 5527 habitants.